# Valnegra
Valnegra [valˈneːɡɾa] (Alnigra [alˈniɡɾa] o Valnigra [valˈniɡɾa] in dialetto bergamasco) è un comune italiano di 200 abitanti della provincia di Bergamo in Lombardia. Situato in alta Val Brembana, si trova a circa 38 chilometri a nord del capoluogo orobico. Il comune fa parte della Comunità Montana della Valle Brembana.

## Storia
Le origini del borgo e dei suoi primi abitanti non sono chiare, vista la mancanza di reperti risalenti a particolari periodi storici.
È usanza comune credere che tuttavia i primi insediamenti stabili in questa zona siano riconducibili all'epoca delle invasioni barbariche, quando le popolazioni soggette alle scorrerie si rifugiarono in luoghi remoti, al riparo dall'impeto delle orde conquistatrici. In particolar modo si presume che siano stati gli abitanti della vicina Valsassina ad arrivare per primi (presumibilmente attorno al VI secolo), come testimoniano alcuni toponimi uguali tra le due zone.
Il toponimo invece deriva dal torrente presente sul territorio, che scorre all'interno di una fitta boscaglia, dove per negra si intende oscura.
Il borgo ebbe il suo maggior sviluppo durante il periodo medievale, quando i propri abitanti seppero conquistarsi la fama di ottimi carbonai (ovvero produttori del carbone di legna), ed i loro prodotti varcarono anche i confini italiani.
In tale periodo Valnegra venne posto nel feudo facente capo alla famiglia ghibellina dei Visconti, che diedero il permesso, ad ogni persona appartenente alla loro fazione, di uccidere un guelfo. Nonostante questo non ci sono giunti documenti che attestano di lotte avvenute sul suolo comunale.
Nel corso del XVI secolo il paese, dopo essere entrato a far parte della Repubblica di Venezia, fu posto a capo del distretto amministrativo della Valle Brembana Oltre la Goggia, che comprendeva tutti i comuni dell'alta valle. Sempre in questo periodo il paese ricevette la visita di san Carlo Borromeo.

La chiesa parrocchiale di piazza Lenna in una foto del 1935

L'economia, sempre basata su ciò che la natura offriva, subì un colpo negativo con la costruzione della Via Priula che attraversava la valle senza passare da Valnegra. Iniziò quindi un lento ed inesorabile processo di emigrazione dal paese, continuato fino ai giorni nostri.
Interessante notare però che il paese fu il primo dell'intera valle a dotarsi, nel 1866, di un edificio per l'insegnamento scolastico.
Nel 1927 il regime fascista fece una grande opera di accorpamento tra parecchi comuni del regno d'Italia. Fu il caso anche di Valnegra, che si trovò aggregato ai vicini Moio de' Calvi, Piazza Brembana e Lenna in un unico comune denominato San Martino de' Calvi. Soltanto nel 1956 i comuni si separarono nuovamente, assumendo la nuova conformazione.
Recentemente l'economia si è risollevata grazie all'industria del turismo, che tuttavia non ha snaturato l'anima del borgo.

### Simboli
Lo stemma e il gonfalone sono stati concessi con decreto del presidente della Repubblica del 30 ottobre 1992.
La fascia azzurra è simbolo del torrente Valnegra; lo scaglione e la stella indicano il Monte Sole e il Culmine che sovrastano il centro abitato. La parte inferiore dell'incappato presenta dei pali a smalti alterni di verde e d'oro. L'aquila nel capo vuole ricordare la posizione elevata del paese.
Il gonfalone è un drappo di azzurro.

## Monumenti e luoghi d'interesse
Situato in una zona votata al turismo, risente favorevolmente dell'altitudine che rende fresco e gradevole il clima in estate ed all'esposizione a sud che mitiga gli inverni. La zona ricca di boschi e montagne favorisce quindi le escursioni, che risultano essere adatte a tutte le esigenze, sia per utenti esigenti ed esperti che per semplici passeggiate.
La chiesa parrocchiale di San Michele risalta sulle altre costruzioni del paese anche grazie al campanile su cui svetta la statua del patrono. Edificata a metà del XV secolo e più volte ampliata e restaurata, l'edificio religioso custodisce al proprio interno dipinti di buon pregio, tra alcune opere di Carlo Ceresa.
L'altra chiesa presente sul territorio comunale è quella di San Carlo. Situata al di fuori dal centro abitato, risale al XVIII secolo e presenta un'architettura semplice, come semplici sono le opere in essa contenute.
Merita infine menzione la fontana posta nella piazzetta principale e costruita al termine del XIX secolo.

## Società

### Evoluzione demografica
Abitanti censiti